# Gunningbar Creek
Gunningbar Creek är ett vattendrag i Australien. Det ligger i delstaten New South Wales, i den sydöstra delen av landet, omkring 480 kilometer nordväst om delstatshuvudstaden Sydney.
Omgivningarna runt Gunningbar Creek är i huvudsak ett öppet busklandskap. Trakten runt Gunningbar Creek är nära nog obefolkad, med mindre än två invånare per kvadratkilometer. Genomsnittlig årsnederbörd är 499 millimeter. Den regnigaste månaden är februari, med i genomsnitt 87 mm nederbörd, och den torraste är oktober, med 4 mm nederbörd.